# Dollis Hill (métro de Londres)
Pour le quartier, voir Dollis Hill.
Dollis Hill  (en anglais : Dollis Hill tube station ou Dollis Hill Underground Station), est une station de la ligne Jubilee du métro de Londres, en zone 3 Travelcard. Elle est située sur la Hamilton Road, à Dollis Hill, sur le territoire du borough londonien de Brent, dans le Grand Londres.

## Situation sur le réseau
La station Dollis Hill est établie sur la ligne Jubilee, entre les stations Neasden, en direction du terminus de Stanmore, et Willesden Green , en direction du terminus de Stratford ,. La station dispose de deux voies et deux quais latéraux numérotés 1 et 2. Elle est en zone 4 Travelcard.

Plans de la ligne, du réseau du métro et des transports à Londres
Jubilee line.
2009.
2014

## Histoire
La station dénommée Dollis Hill est mise en service le 1er octobre 1909 par le Metropolitan Railway. Elle est desservie par la ligne Bakerloo du 20 novembre 1939 à 1979, année ou elle est remplacée par la ligne Jubilee.

## Services aux voyageurs

### Accès et accueil
L'accès principal de la station est situé sur la Hamilton Road à 'Dollis Hill.

### Desserte
Dollis Hill  est desservie par les rames de la ligne Jubilee du métro de Londres circulant sur la relation : Stanmore, ou Wembley Park, et  Stratford.

Installations et desserte
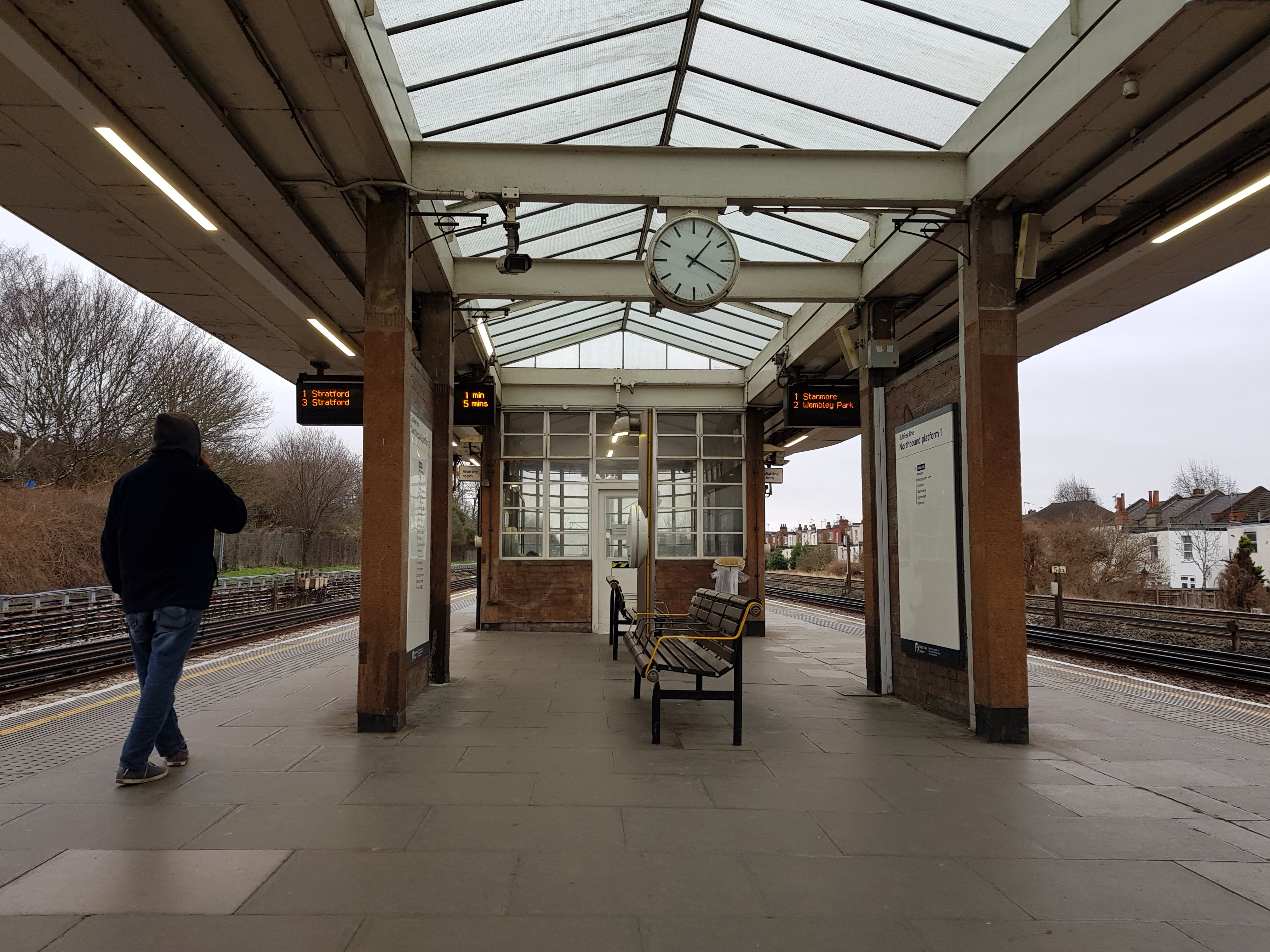
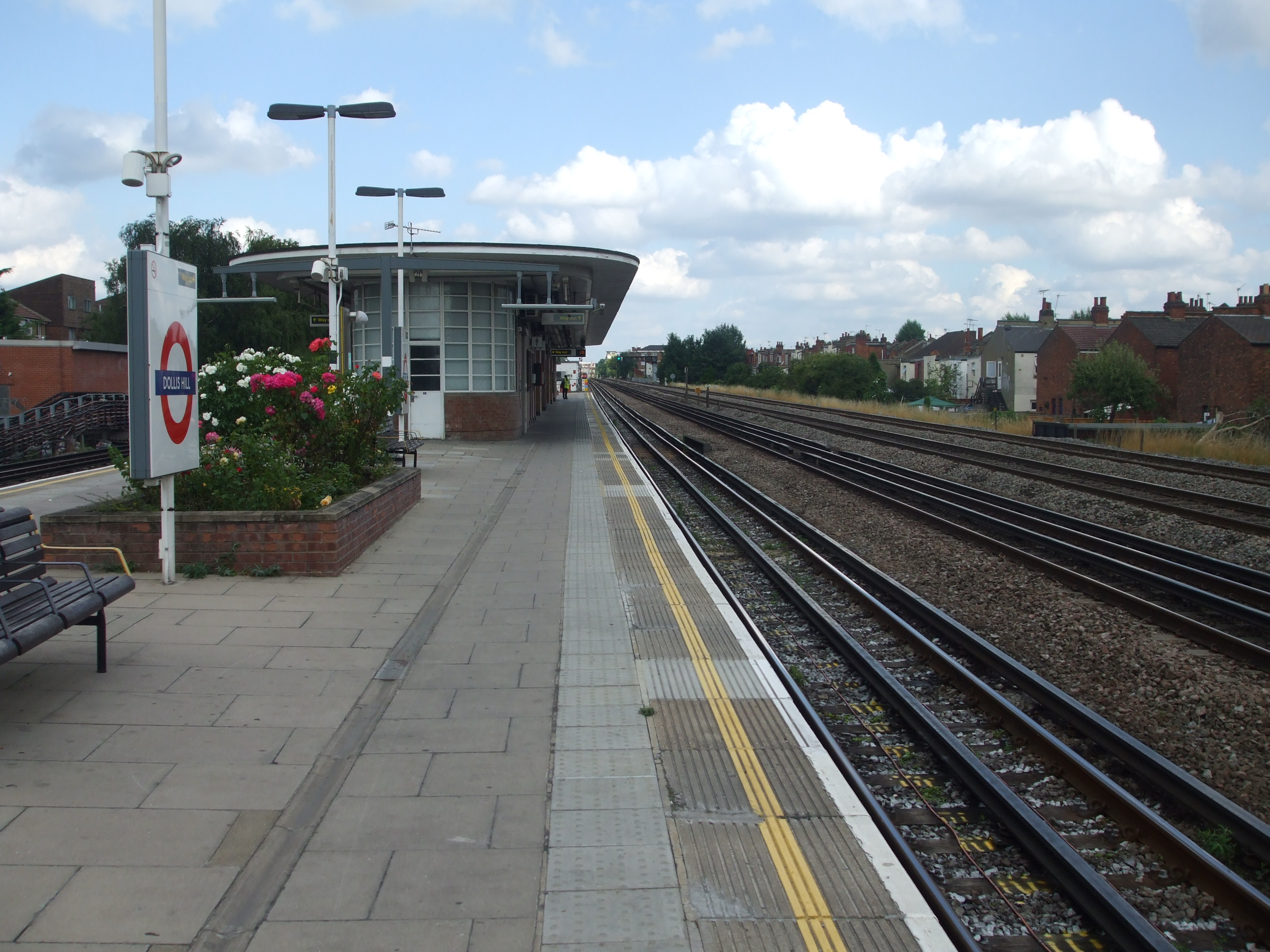
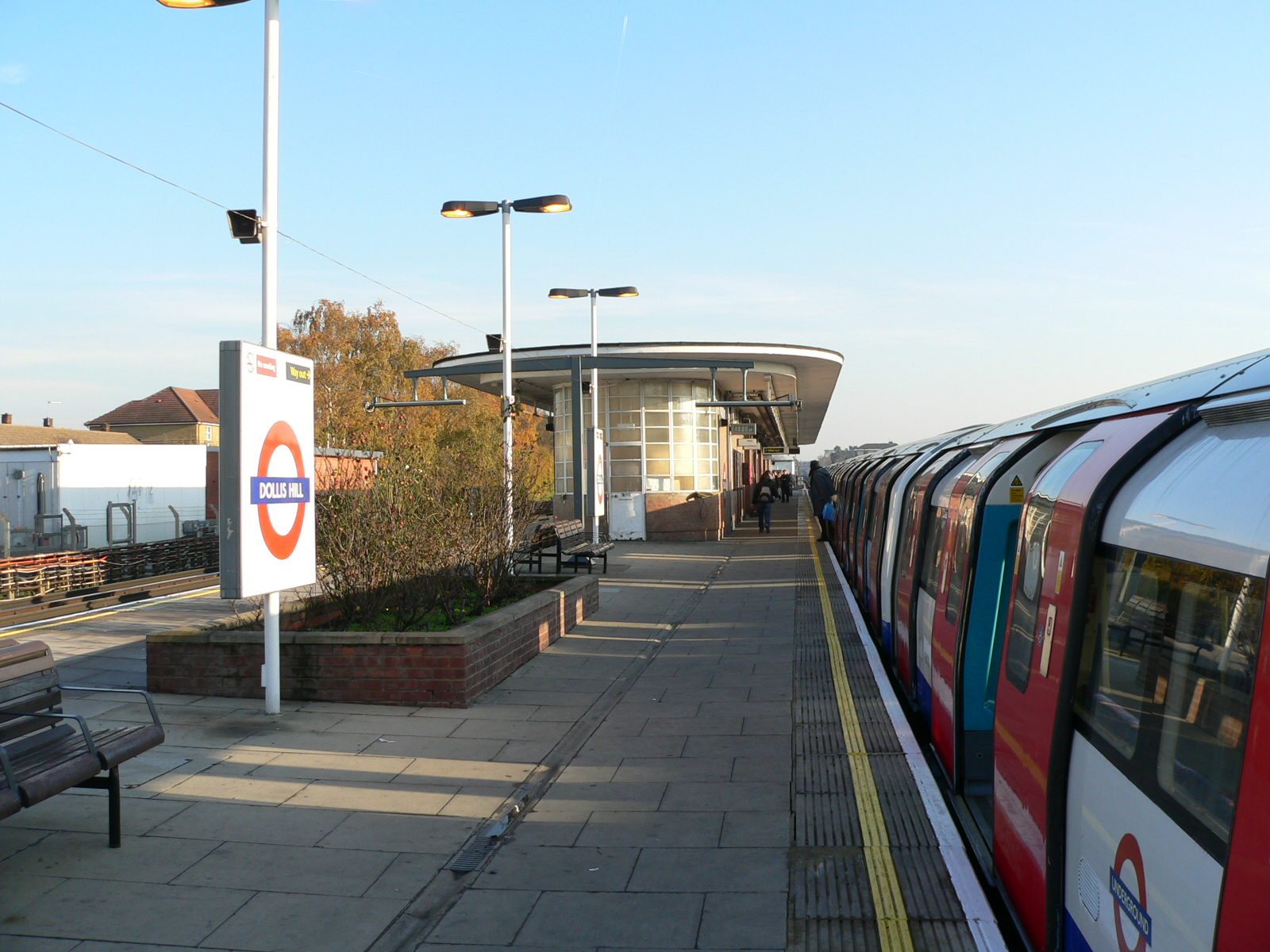

### Intermodalité
La station est desservie par des autobus de Londres de la ligne 226.

## À proximité
- Dollis Hill